# Radioaktivität
Radioaktivität (eller Radio-Activity på engelska) är en låt och ett musikalbum av den tyska gruppen Kraftwerk, utgivet 1975. Namnet är dubbeltydigt och syftar dels på radion som medium men också på radioaktivitet och kärnkraft. 
Konceptet för detta album var radio, information och makt. Både musiken och omslaget är mörkare och mer dystopiskt än det föregående, mer poppiga, albumet Autobahn. På denna skiva visar Kraftwerk tydligare sina rötter både musikaliskt, med referenser till musiker som Werner Eppler-Meyer och Karlheinz Stockhausen, och kulturellt med ett omslag som bland annat hämtat sin inspiration från tysk film noir från 1930-talet. I den engelska utgåvan heter albumet Radio-Activity. Dock är det samma låtar på båda skivorna och inga språkliga versioner. Däremot innehåller vissa av låtarna både engelsk och tysk text. 

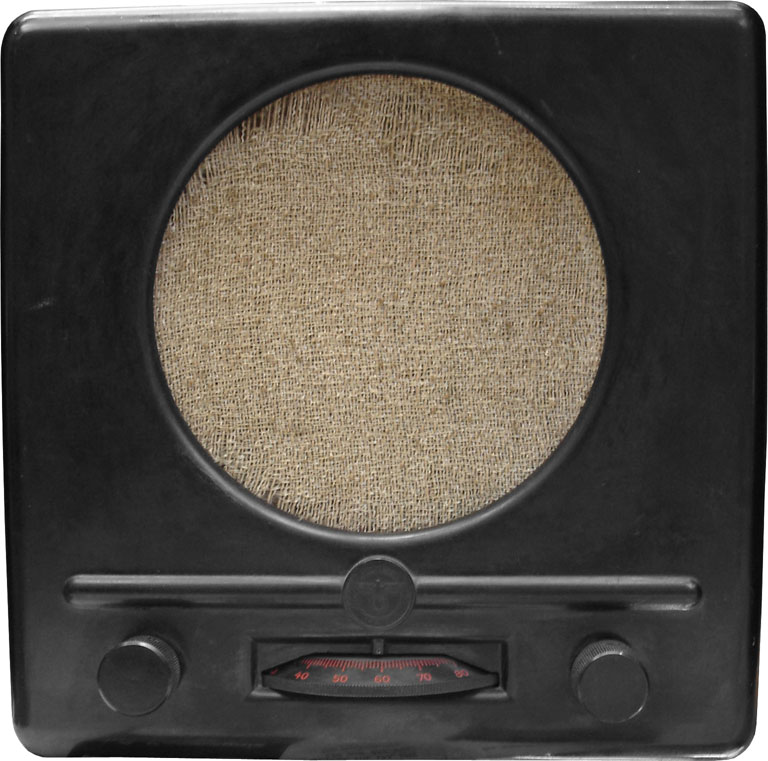
Volksempfänger DKE38.

## Omslag
Omslaget föreställer en liten svart bakelitradio. På framsidan ser man fronten av radion och på konvolutets baksida ses baksidan av samma radio. Utgångspunkten för skivomslaget är en Deutscher Kleinempfänger (Volksempfänger). En radioapparat som tillverkades ända in på 1950-talet i Tyskland men som från början hade sitt ursprung från 1930-talets Nazityskland och andra världskriget när man inte ville att folket skulle kunna ta in radiosändningar från andra länder. Så denna radio har en dubbel betydelse då den kan ses antingen en form av propaganda-apparat eller som den apparat som under 1950-talet var förmedlare av den nya musiken.

## Låtlista
Låtarna är för original-LP i Storbritannien och Tyskland.
Alla låtar är skrivna och komponerade av Hütter/Schneider/Schult; om inte annat anges. 
| 1. | Geiger Counter ("Geigerzähler")  | Hütter/Schneider | 1:07 |
| 2. | Radioactivity ("Radioaktivität") |                  | 6:42 |
| 3. | Radioland                        |                  | 5:50 |
| 4. | Airwaves ("Ätherwellen")         |                  | 4:40 |
| 5. | Intermission ("Sendepause")      | Hütter/Schneider | 0:39 |
| 6. | News ("Nachrichten")             | Hütter/Schneider | 1:17 |

| 7.  | The Voice of Energy ("Die Stimme der Energie") |                  | 0:55 |
| 8.  | Antenna ("Antenne")                            |                  | 3:43 |
| 9.  | Radio Stars ("Radio Sterne")                   |                  | 3:35 |
| 10. | Uranium ("Uran")                               |                  | 1:26 |
| 11. | Transistor                                     | Hütter/Schneider | 2:15 |
| 12. | Ohm Sweet Ohm                                  | Hütter/Schneider | 5:39 |

## Sampling
Ett stycke av låten "Uranium" samplades senare av New Order i låten Blue Monday.